# Фаустпатрон

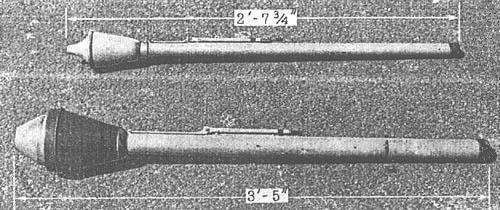
Faustpatrone 1 (зверху) і Faustpatrone 2 (знизу)

Фаустпатрон (від нім. faust — «кулак» (тут — «рука») і patrone — «патрон») — перші протитанкові гранатомети одноразової дії.
Фаустпатрон був легкою динамореактивною (без віддачі при пострілі) зброєю. Граната не мала реактивного двигуна, а вистрілювала зі ствола з допомогою метального заряду, як звичайна надкаліберна граната. Для гасіння віддачі застосовувався той же принцип, що і в безвідкатних гарматах, а саме динамореактивний: ствол фаустпатрона відкритий з обох сторін, при займанні метального заряду частина газів штовхала вперед гранату, а інша (більша) частина виривалася зі ствола назад, формуючи реактивний струмінь, який і компенсувала віддачу при пострілі. Це призводило до вельми малої дальності польоту гранати (до 50 метрів) і, як наслідок, до невисокої ефективності.

## Історія

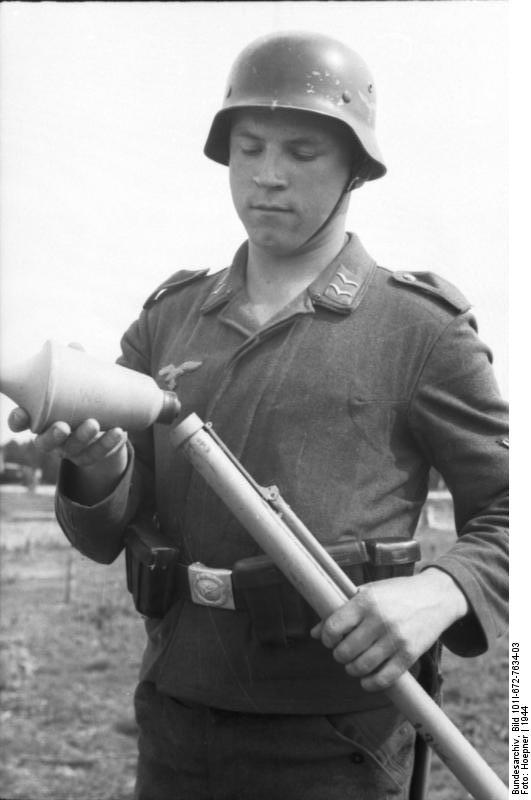
Faustpatrone 1

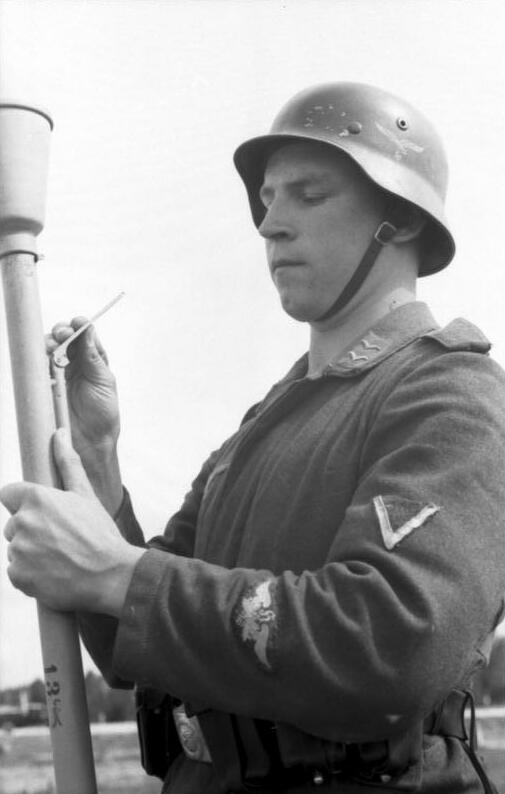
Faustpatrone 1

Faustpatrone 1 був створений за зразком американської базуки М1, але на відміну від неї не був мобільною ракетною установкою. Фаустпатрон був орієнтований на бойове застосування не спеціально навченими розрахунками, а звичайними піхотинцями. Для освоєння бійцем фаустпатрона було достатньо п'ятихвилинного інструктажу. Це була примітивна зброя, що застосовувалася при практичній відсутності  протитанкових гармат, зміна конструкцій яких для збільшення пошкодження броні призвела до повної їх непридатності.
Розробка Фаустпатрона 1 була розпочата в 1942 у Лейпцизі німецькою фірмою HASAG (Hugo Schneider AG) керівник розробки — доктор Генріх Лангвайлер. Була поставлена задача створення простої і ефективної зброї піхоти для боротьби з танками, оскільки у німецьких солдатів на території СРСР не було ефективних засобів ближнього бою з танком Т-34. У січні 1943 500 гранатометів надійшли у війська вермахту. Довжина труби 360 мм. Іноді зустрічається назва «Faustpatrone klein».
Після Faustpatrone 1 був розроблений Faustpatrone 2, який мав більш довгу трубу - 800 мм та збільшену гранату.
Після зміни класифікації у 1944 році назву Faustpatrone замінили на Panzerfaust: Faustpatrone 1 отримав назву Panzerfaust 30 klein, а  Faustpatrone 2 отримав назву Panzerfaust 30 (30 тут індекс — ефективна дальність стрільби в метрах). Подальші різновиди також мали назву Панцерфауст. Однак у радянській армії назва «фаустпатрон» закріпилася як сукупне позначення всіх німецьких протитанкових гранатометів одноразового використання.
Всього в Німеччині за роки Другої світової війни було виготовлено 8 254 300 гранат для фаустпатронів різних модифікацій.
Недоліки фаустпатрона полягали у відсутності прицілу, а також рикошету його бойової частини на похилій броні танка Т-34 або розрив на броні без пробиття. Завдяки оперативно виявленим недолікам, одночасно з прийняттям фаустпатрона на озброєння почалося виробництво позбавленого відзначених недоліків «Панцерфауст 30». На ньому був встановлений приціл, маса метального заряду була збільшена до 96 грамів, подвоєна маса кумулятивної бойової частини. Діаметр бойової частини збільшений до 150 мм, її головна частина виконана притупленою для збільшення площі контакту з похилою бронею та підвищення ефективності бронепробивної дії.

## Основні тактико-технічні характеристики
| «Фаустпатрон» 2                  |         |
| Ефективна дальність стрільби, м  | 30      |
| Маса, кг                         | 2,7—3,2 |
| Довжина, мм                      | 985     |
| Калібр гранати, мм               | 100     |
| Початкова швидкість гранати, м/с | 28      |
| Бронепробиття, мм                | 140     |